# Yella (Rapper)
Yella (* 11. Dezember 1967 in Compton, Kalifornien; eigentlich Antoine Carraby), auch DJ Yella, ist ein US-amerikanischer Rapper, Hip-Hop-Musiker und Pornoproduzent. Yella war Mitglied der Gruppe N.W.A und damit einer der Pioniere des Gangsta-Rap. Seinen Künstlernamen leitet er von dem Song Mr. Yellow (von Tom Tom Club) ab.

## Karriere
Er und Dr. Dre legten zusammen in kleinen Clubs als World Class Wreckin’ Cru auf. Man hört Yella zuerst auf dem 1984er Track Surgery mit Dr. Dre und The Arabian Prince. Hip-Hop war zu dieser Zeit an der Westküste der USA noch weitgehend unbekannt. Über Dres Kontakte kam er zur Gruppe N.W.A und es entwickelte sich ein enges persönliches Verhältnis zu Eazy-E. Als die Gruppe sich in der Endphase zerstritt, vor allem wegen der Vorwürfe, Eazy-E würde die anderen als Inhaber von Ruthless Records betrügen, war er der einzige, der konstant auf Eazys Seite blieb.
Nach der Auflösung von N.W.A veröffentlichte er 1996 sein Soloalbum One Mo Nigga ta Go. Das Album ist seinem langjährigen Freund Eazy-E gewidmet und enthält viele Features von ehemaligen Ruthless-Records-Künstlern.
Bis 2011 widmete sich Yella der Produktion pornographischer Filme, zu denen er auch den Soundtrack erstellt. Sein Ziel ist es, der größte afroamerikanische Pornoproduzent zu werden.
Eigenen Aussagen zufolge würde er sich an einer Reunion von N.W.A beteiligen, allerdings ist seiner Auffassung nach kein vollwertiger Ersatz für den 1995 an Aids verstorbenen Eazy-E möglich.

## Diskografie
Album
- One Mo Nigga ta Go (1996)

## Sonstiges
In der 2015 erschienenen Filmbiografie Straight Outta Compton wurde Carraby von Neil Brown Jr. dargestellt.